# Joshua Kennedy
Joshua Blake Kennedy, född 20 augusti 1982 i Wodonga, Australien, är en australisk fotbollsspelare som sedan 2015 spelar för den australiensiska klubben Melbourne City och Australiens landslag.